# Улица Кривошеева (Москва)
У́лица Кривоше́ева — улица в Басманном районе Центрального административного округа города Москвы. Проходит от Нижнего Сусального переулка до бывшей территории Московского газового завода.

## Название
Улица получила название 31 января 2023 года в честь Марка Иосифовича Кривошеева — советского и российского учёного, одного из создателей современных стандартов цифрового телевидения и телевидения высокой чёткости в связи с нахождением вблизи с Российским научно-исследовательским институтом радио имени М. И. Кривошеева, также известным как НИИ Радио — российским научно-исследовательским предприятием, специализирующимся в области информационно-коммуникационных технологий, навигации, спутниковых и наземных систем, в котором работал Кривошеев.
Наименование было выбрано путём голосования на сайте «Активный гражданин» осенью 2022 года: альтернативой победившему варианту был Геодези́ческая улица — в связи с расположением неподалёку от Константиновского межевого института, ныне разделённого на Московский государственный университет геодезии и картографии и Государственный университет по землеустройству.

## Описание

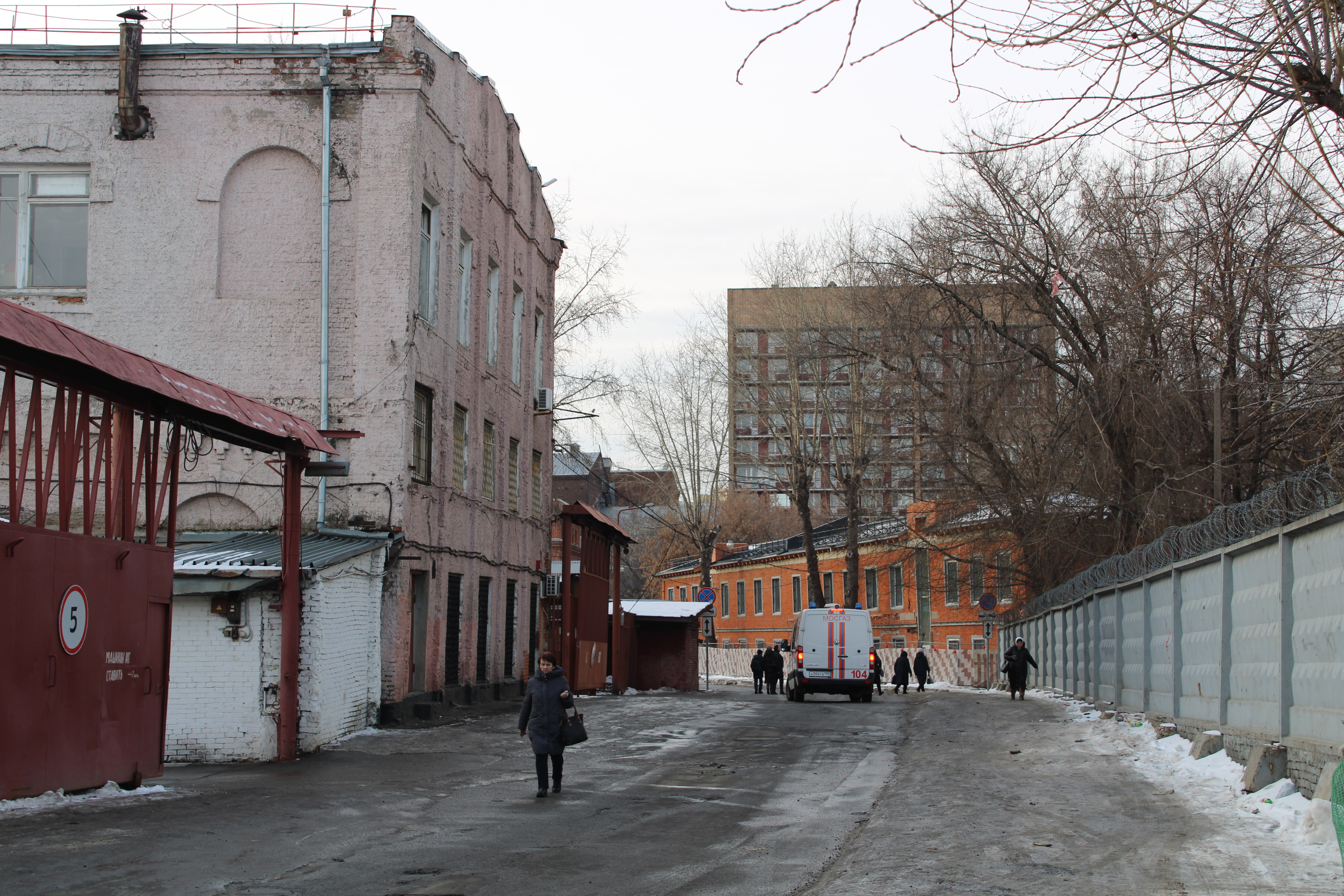
Вид в сторону начала улицы

Улица начинается от Нижнего Сусального переулка — небольшой улицы, примыкающей к улице Казакова, и проходит на восток. Переходит в внутренний проезд, который проходит по бывшей территории Московского газового завода — ныне кварталу «Арма».

## Общественный транспорт

### Внеуличный транспорт

#### Станцииметро
- Курская
- Курская
- Чкаловская

#### Железнодорожные станции и платформы
- Курская

### Наземный транспорт
Непосредственно по улице не проходят маршруты общественного транспорта. Вблизи расположена остановка «Театр имени Н. В. Гоголя» со следующими маршрутами.

#### Автобусы
- 78: Дворец спорта «Сокольники» —  Сокольники — Театр имени Н. В. Гоголя — Малый Демидовский переулок